# 龙曲镇
龙曲镇，是中华人民共和国河南省周口市太康县下辖的一个乡镇级行政单位。

## 行政区划
龙曲镇下辖以下地区：
龙东村、龙西村、龙南村、河坡村、郑寨村、牌坊杨村、段庄村、幼学李村、张山村、付楼村、大东村、大西村、良种场村、冯洼村、楚张村、丁庄村、潮坡村、可杨村、料城村、轩庄村、王泽村、黑李王村、李寨村、董庄村、龙北村、于庄村和聂庄村。